# 1976 na política

## Eventos
- No Uganda, Idi Amin é nomeado presidente vitalício.
- Saloth Sar muda o nome para Pol Pot.
- Adolfo Suárez González torna-se presidente do governo de Espanha, substituindo Carlos Arias Navarro.
- Uma Junta Militar depõe Isabelita Perón do cargo de presidente da Argentina. Mais tarde no ano, Jorge Rafael Videla ocupa o lugar.
- Fundado o Partido Popular Europeu.
- Toma posse o primeiro governo da Região Autónoma dos Açores.
- 27 de Fevereiro - O Saara Ocidental declara-se independente.
- 2 de Abril - A Assembléia Constituinte aprova o texto da Constituição Portuguesa.
- 2 de abril - Aprovação da Constituição da República Portuguesa, que no parágrafo segundo do artigo 6º define o estatuto dos Açores e da Madeira.
- 12 de abril - Aprovação pela Assembleia Constituinte da Constituição da República Portuguesa, que no parágrafo segundo do artigo 61 define os arquipélagos dos Açores e Madeira, como regiões autónomas dotadas de estatutos político-administrativos próprios.
- 29 de Junho - Independência das Ilhas Seychelles.
- 14 de Julho - Ramalho Eanes toma posse como presidente da república portuguesa, substituindo Costa Gomes.
- 23 de Julho - Mário Soares torna-se primeiro-ministro de Portugal, substituindo José Baptista Pinheiro de Azevedo.
- 2 de Novembro - O candidato democrata Jimmy carter foi eleito presidente dos EUA com 50% dos votos.
- 3 de Dezembro - Fidel Castro torna-se chefe de estado e de governo de Cuba, assumindo simultaneamente a condição de Presidente do Conselho de Estado e do Conselho de Ministros.

## Nascimentos
| Data          | Nome            | Profissão                                 | Nacionalidade | Observações | Ref |
| ------------- | --------------- | ----------------------------------------- | ------------- | ----------- | --- |
| 3 de novembro | Rodrigo Pacheco | Ex-presidente do Senado Federal do Brasil | Brasil        |             |     |

## Mortes
| Data           | Nome                           | Profissão                                                                     | Nacionalidade                                        | Observações | Ref |
| -------------- | ------------------------------ | ----------------------------------------------------------------------------- | ---------------------------------------------------- | ----------- | --- |
| 24 de março    | Bernard Law Montgomery         | oficial do Exército Britânico, combateu na Segunda Guerra Mundial             | Reino Unido                                          | n. 1887     |     |
| 14 de abril    | Mariano Ospina Pérez           | Presidente da República da Colômbia de 1946 a 1950                            | Colômbia                                             | n. 1891     |     |
| 14 de abril    | Juscelino Kubitschek           | Presidente do Brasil de 1956 a 1961                                           | Brasil                                               | n. 1902     |     |
| 13 de setembro | Camilo Ponce Enríquez          | presidente do Equador de 1956 a 1960                                          | Equador                                              | n. 1912     |     |
| 6 de dezembro  | João Goulart                   | Presidente do Brasil de 1961 a 1964                                           | Brasil                                               | n. 1919     |     |
| 23 de dezembro | Duarte Nuno, Duque de Bragança | pretendente ao título de Duque de Bragança e pretendente ao trono de Portugal | Reino Unido de Portugal, Brasil e Algarves / Áustria | m. 1907     |     |